# 德吕埃勒-巴尔萨克
德吕埃勒-巴尔萨克（法語：Druelle Balsac，法語發音：[dʁyɛl balsak]）是法国阿韦龙省的一个市镇，属于罗德兹区。该市镇于2017年由原市镇德吕埃勒和巴尔萨克合并而成，行政中心位于德吕埃勒。

## 地理
德吕埃勒-巴尔萨克（44°20'43"N, 2°29'38"E）面积51.25 平方千米，位于法国奧克西塔尼大區阿韦龙省，该省份为法国南部内陆省份，位于法國中央高原南部，北起顺时针与康塔爾省、洛泽尔省、加尔省、埃罗省、塔恩省、塔恩-加龙省和洛特省接壤。
与德吕埃勒-巴尔萨克接壤的市镇（或旧市镇、城区）包括：罗德兹、奥朗普斯、吕克-拉普里莫布、巴拉克维尔、穆瓦拉泽斯、克莱尔沃达韦龙、瓦拉迪、萨勒拉苏尔斯、奥内堡。
德吕埃勒-巴尔萨克的时区为UTC+01:00、UTC+02:00（夏令时）。

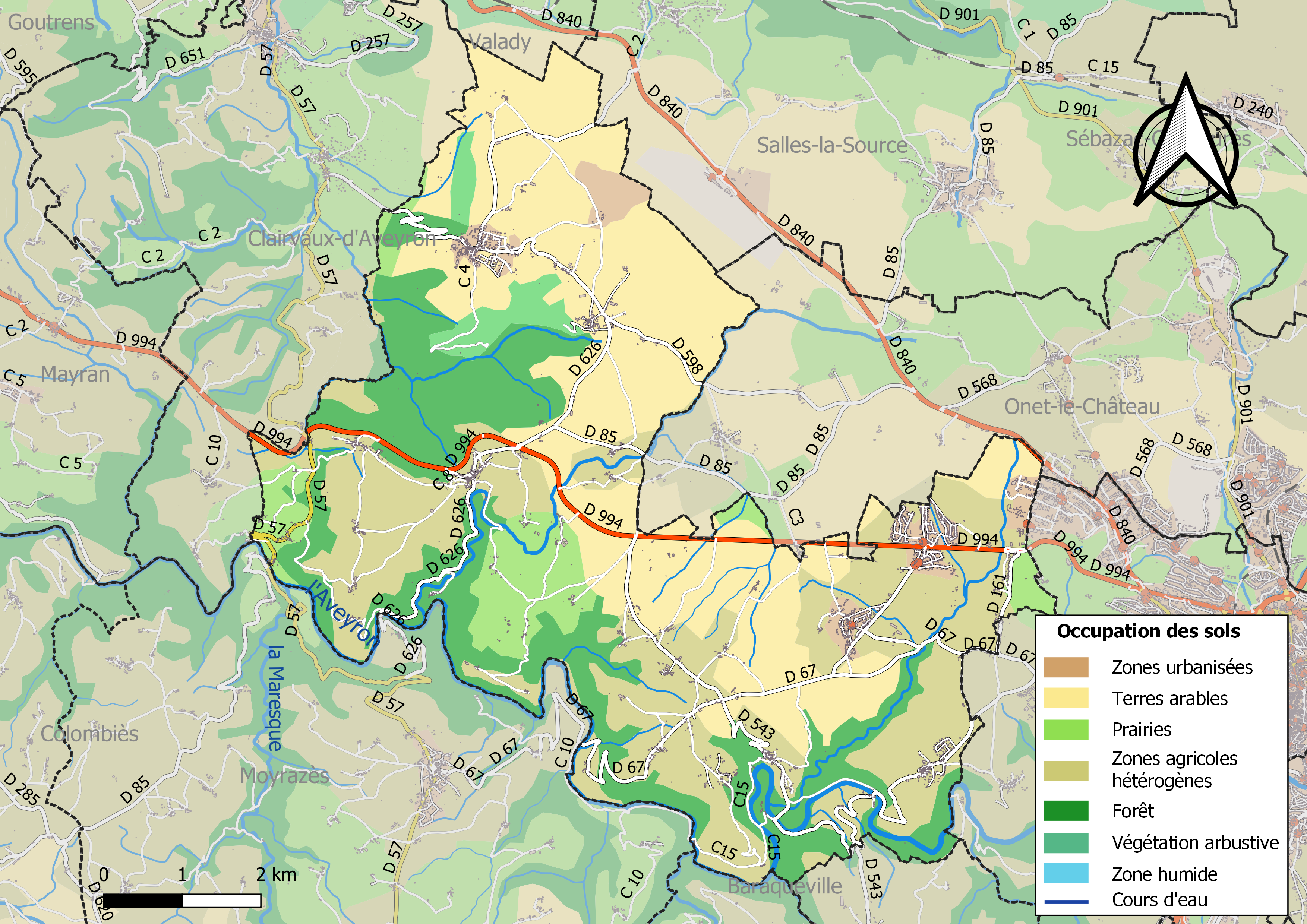
德吕埃勒-巴尔萨克的OSM定位图

## 行政
德吕埃勒-巴尔萨克的邮政编码为12510，INSEE市镇编码为12090。

## 政治
德吕埃勒-巴尔萨克所属的省级选区为山谷县。

## 人口
德吕埃勒-巴尔萨克于2022年1月1日时的人口数量为3179人。